# Malmrusta
Malmrusta ist ein bis zu 2600 m hoher Gebirgskamm in der Heimefrontfjella des ostantarktischen Königin-Maud-Lands. Er erstreckt sich zwischen dem Brunvollbotnen und dem Morsetbreen an der Nordwestseite der Sivorgfjella.
Wissenschaftler des Norwegischen Polarinstituts benannten ihn 1967 nach Jacob Worm-Müller Malm (1910–2005), einem der Anführer der Widerstandsbewegung gegen die deutsche Okkupation Norwegens im Zweiten Weltkrieg.